# Erebochlora magnifascia
Erebochlora magnifascia là một loài bướm đêm trong họ Geometridae.